# Herencia digital
La herencia digital es el conjunto de los bienes digitales (perfiles, archivos en redes sociales, cuentas, correos, documentos en la nube, fotografías, vídeos, archivos o accesos) que una persona tiene y que debería poder decidir sobre ellos para cuando muera, tema aún sin legislar.

## Definiciones
Facebook usa el término contacto de legado para referirse a la persona a la que cada usuario puede nombrar para la administración de sus bienes digitales, en caso de fallecimiento.